# مارک واترز (کارگردان)
مارک واترز (انگلیسی: Mark Waters؛ زادهٔ ۳۰ ژوئن ۱۹۶۴) یک کارگردان اهل ویاندوت، میشیگان آمریکا است. وی از سال ۱۹۹۷ میلادی تاکنون مشغول فعالیت بوده‌است. 

## فیلم‌شناسی

#### آثار مهم کارگردانی در سینما
- خانه بله (۱۹۹۷)
- سر به هوا (۲۰۰۱)
- جمعه عجیب (۲۰۰۳)[۲]
- دختران بدجنس (۲۰۰۴)
- درست مثل بهشت (۲۰۰۵)
- افسانه‌های اسپایدرویک (۲۰۰۸)
- ارواح دوست‌دخترهای سابق (۲۰۰۹)
- پنگوئن‌های آقای پاپر (۲۰۱۱)
- آکادمی خون‌آشام‌ها (۲۰۱۴)
- سانتای بد ۲ (۲۰۱۶)
- کمپ جادویی (۲۰۲۰)
- او همه چیز تمام است (۲۰۲۱)
- مادر عروس (۲۰۲۴)
- ویلای شیرین (۲۰۲۵)